# Ruixínovo
Ruixínovo (en rus: Рушиново) és un poble de l'óblast de Nóvgorod, a Rússia, segons el cens del 2011 tenia 32 habitants.